# Long Sơn, Anh Sơn
Long Sơn là một xã thuộc huyện Anh Sơn, tỉnh Nghệ An, Việt Nam.
Xã Long Sơn có diện tích 22,32 km², dân số năm 1999 là 6.731 người, mật độ dân số đạt 302 người/km².